# Marino de Teana

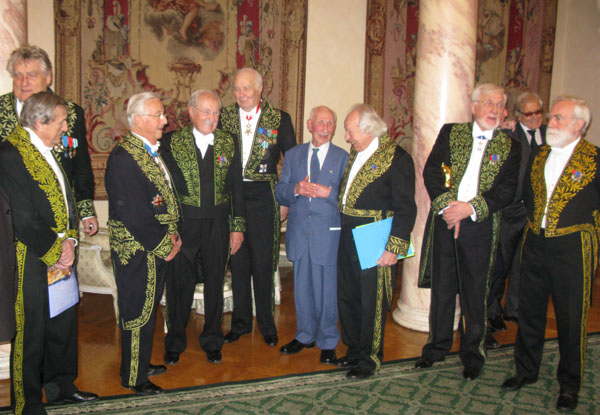
Marino di Teana 2009

Francesco Marino, conocido artísticamente como Marino di Teana o Marino de Teana (Teana, Basilicata, Italia, 8 de agosto de 1920 - Périgny sur Yerres, 1 de enero de 2012) fue un escultor, arquitecto y filósofo ítalo-argentino residente en París reconocido por sus esculturas monumentales, según el diario Le Monde "un filósofo del espacio"

## Biografía
Francesco Marino nació en Teana, provincia de Potenza. A los 16 años su abuelo lo envía a Argentina a buscar a su padre que había abandonado la familia, mientras su hermano enrolado en el ejército morirá en Stalingrado en la Segunda Guerra Mundial.
En Buenos Aires, reencuentra a su padre, trabaja en la construcción, es maestro mayor de obras y se diploma de arquitecto.
Entra en la Escuela Superior de Bellas Artes de la Nación Ernesto de la Cárcova obteniendo el Título de Profesor Superior. Obtiene un puesto como profesor en dicha institución. Ganó el "Premio Mitre" equivalente al Gran Premio de Europa de Roma. Deja Argentina después de 17 años.
En 1952, viaja a España donde encuentra a Jorge Oteiza en Madrid y en 1953 se instala en París, trabaja contratado por la decoradora Huguette Séjournet con quien se casará.
Recomendado por Vasarely, le organiza una exposición la galerista Denise René, sumándose al grupo que integran Vasarely, Jesús Rafael Soto, Julio Le Parc, Sonia Delaunay, François Morellet, Carlos Cruz-Diez y Michel Seuphor. Gana en 1962 el premio Saint Gobain.
Realiza en 1976 un gran retrospectiva en el Musee d’Art Moderne de la Ville de Paris, en 1987 en el Museo del Sarre de Sarrebruck, representa a Argentina en la Bienal de Venecia en 1982.
Representado por galerías de Bruselas, Nueva York, Londres, Frankfurt, Copenhague y París.
En el 2006 realiza esculturas monumentales en Notre Dame de St Flour (Auvergne), Nancy, Fontenay, Montpelier, París y en 2008 en su pueblo natal.
Vivió en Périgny (Valle del Marne) y falleció todavía activo profesionalmente a los 91 años.

## Premios
- Premio Mitre - 1945
- Ganador del 1962 del Premio Saint Gobain.
- Diploma d’Onore alla XIV Triennale di Milano - 1972.
- Biennale Internazionale d’Arte di Venezia, 1982.
- Medaglia d’argento concedida por Willy Brandt- 1965 ex æquo con Le Corbusier en Bochum.
- Premio Fundación Konex 1982.
- Académico en la Academia Nacional de Bellas Artes, Argentina
- Triennale rzeźby de Poznań (Polonia), 2009.
- Prix Commandant Paul-Louis Weiller, Institut de France, Académie des Beaux-Arts, 2009.
- Ciudadano Ilustre de Basilicata
- Condecorado con la Orden de las Artes y las Letras.